# Neferhersnofru
Neferhersnofru war ein altägyptischer Prinz, der nur von seinem Grab in Dahschur bekannt ist. Er lebte wahrscheinlich in der 5. Dynastie. Neferhersnofru trug nur den Titel Königssohn (Sa-nesut). Sein Mastaba-Grab befindet sich in Dahschur, nahe bei der Amenemhet-II.-Pyramide. In Dahschur befinden sich auch zwei Pyramiden des Snofru, der in der 4. Dynastie regierte. Daher ist in der älteren Forschung angenommen worden, dass es sich um einen Sohn des letztern Königs handle. Die Mastaba besteht aus einer Kultkapelle und einem Serdab und ist schon im Alten Reich von einem größeren Grab überbaut worden.
Der einzig beschriftete Teil seiner Mastaba, der den Namen und Titel nennt, ist ein Türsturz, der sich heute in Kairo befindet. Da der Titel Königssohn auch von nichtköniglichen Personen als Ehrentitel getragen wurde, bleibt es unbekannt, ob Neferhersnofru wirklich Sohn eines Königs war.